# Ordinea de bătaie a Armatei României (1918)
La începutul anului 1918, Armata României avea practic aceeași organizare de război ca în anul 1917, care cuprindea: două comandamente de armată (Armata 1 și Armata 2), cinci comandamente de corp de armată, cincisprezece divizii de infanterie, două divizii de cavalerie, unități de artilerie, aviație, marină, artilerie antiaeriană, etc. În plus, la începutul anului 1918 Marele Cartier General a decis gruparea cele 10 regimente de vânători în două mari unități de nivel divizie, Diviziile 1 și 2 Vânători. Tot la începutul anului 1918 s-a reînființat și Divizia 16 Infanterie.
Fiecare din cele 15 divizii de infanterie era formată din: 2 de brigăzi de infanterie, cu un total de 4 de regimente a trei batalioane fiecare, o brigadă de artilerie cu două regimente, un divizion de cavalerie și o companie de mitraliere. Diviziile de vânători erau formate din 2 brigăzi, cu un toatl de 2-3 regimente a două batalioane fiecare. Cavaleria era formată din două divizii cu 4 brigăzi, câte o divizie pentru fiecare armată.
Conducerea supremă a forțelor române era asigurată nominal de către generalul Constantin Prezan numit generalisim de regele Ferdinand la 19 noiembrie 1917.
Asigurarea aspectelor administrative și a celor care țineau de înzestrarea armatei și coordonarea efortului de război revenea Ministerului de Război, care nu avea însă atribuții pe linia conducerii militare.

## Organele de conducere

### Comanda de Căpetenie
- General de corp de armată Constantin Prezan - 19 noiembrie 1917 - 1 aprilie 1918[1]

### Ministerul de Război

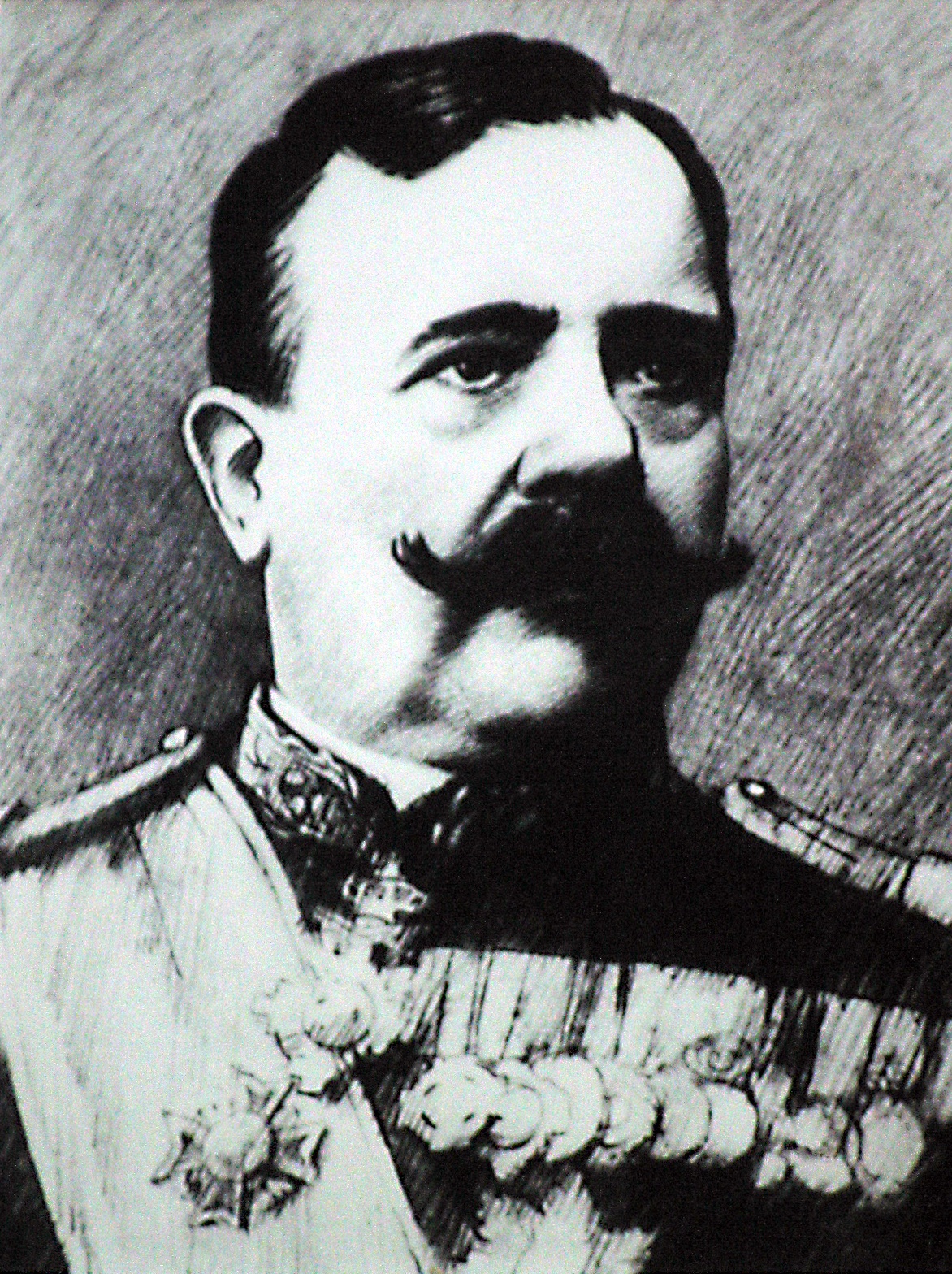
Generalul Constantin Hârjeu

Ministerul de Război avea un rol pur administrativ, fără atribuții în comanda operativă. Sarcinile sale principale erau gestionarea bugetului, administrația armatei, controlul financiar și administrarea fondului de pensii militare. Ministerul era supus controlului guvernului și Parlamentului.
Structura ministerul nu a suferit schimbări esențiale față de cea de la intrarea în război, fiind organizat pe două Direcții Generale și mai multe servicii. 
În anul 1918 au ocupat funcția de ministru de război generalii Constantin Iancovescu, Constantin Hârjeu și Eremia Grigorescu.

### Marele Cartier General
Marele Cartier General (abreviat M.C.G.) a fost cea mai înaltă structură militară destinată conducerii operațiunilor militare ale Armatei României, pe timp de război, funcționând în anul 1918 la Iași. Marele Cartier General a fost demobilizat la 1 aprilie 1918 - ca urmare a aplicării prevederilor Păcii de la București, fiind remobilizat la 26 octombrie/9 noiembrie 1918. În perioada cât acesta a fost desființat, comanda forțelor române a fost asigurată de Marele Stat Major, condus de generalul Constantin Christescu.
Începând cu data de 5 decembrie 1916 generalul de corp de armată Constantin Prezan a fost numit șef al Marelui Cartier General, înlocuindu-l pe generalul Dumitru Iliescu. Primele obiective și realizări ale noului șef al Marelui Cartier General au fost redislocarea comandamentelor, unităților și marilor unități în teritoriul dintre Siret și Prut, reglementarea relațiilor cu conducerea militară rusă referitoare la transporturile feroviare, relațiile de comandament, zonele de responsabilitate, precum și crearea cadrului de colaborare cu Misiunea Militară Franceză.

## Forțele armate

### Armata 1

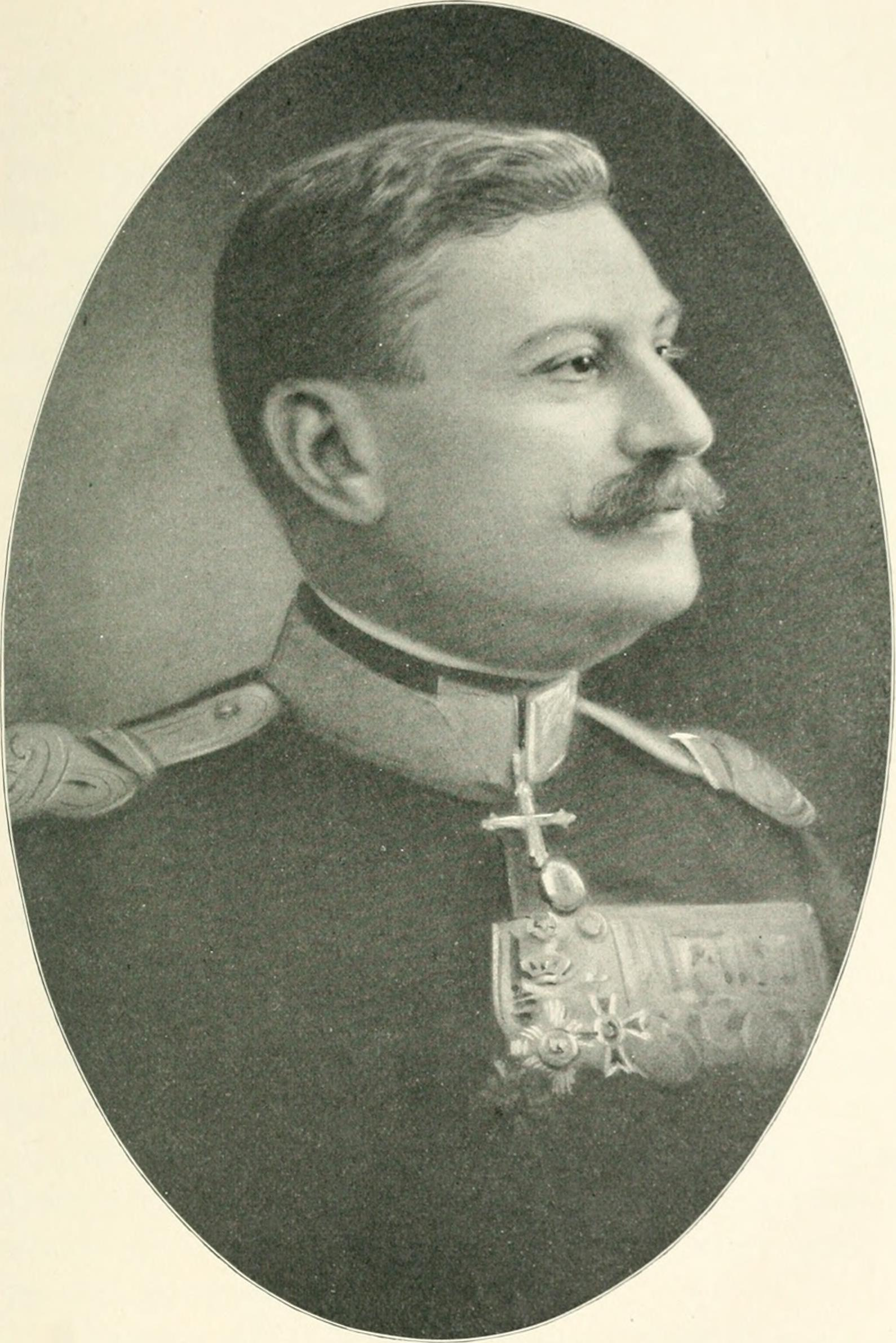
Generalul Eremia Grigorescu, comandant Armata 1

În prima parte a anului 1918 - până la demobilizare, Armata 1 a fost organizată pe două corpuri de armată (III și V) cu un total de 5 divizii. La comanda armatei s-au aflat generalul de divizie Eremia Grigorescu. Ordinea sa de bătaie era următoarea:

Armata 1
- Cartierul General al Armatei 1
- Corpul III Armată

- Divizia 2 Infanterie

- Brigada 3 Infanterie

- Regimentul 2 Infanterie
- Regimentul 26 Infanterie

- Brigada 4 Infanterie

- Regimentul 3 Infanterie
- Regimentul 19 Infanterie

- Brigada 2 Artilerie

- Regimentul 9 Artilerie
- Regimentul 14 Obuziere

- Batalionul 2 Pionieri

- Divizia 4 Infanterie

- Brigada 7 Infanterie

- Regimentul 5 Infanterie
- Regimentul 20 Infanterie

- Brigada 8 Infanterie

- Regimentul 6 Infanterie
- Regimentul 21 Infanterie

- Brigada 4 Artilerie

- Regimentul 2 Artilerie
- Regimentul 10 Obuziere

- Batalionul 4 Pionieri

- Divizia 10 Infanterie

- Brigada 19 Infanterie

- Regimentul 23 Infanterie
- Regimentul 39 Infanterie

- Brigada 20 Infanterie

- Regimentul 33 Infanterie
- Regimentul 38 Infanterie

- Brigada 10 Artilerie

- Regimentul 3 Artilerie
- Regimentul 20 Obuziere

- Batalionul 10 Pionieri

- Corpul V Armată

- Divizia 5 Infanterie

- Brigada 9 Infanterie

- Regimentul 7 Infanterie
- Regimentul 32 Infanterie

- Brigada 10 Infanterie

- Regimentul 8 Infanterie
- Regimentul 9 Infanterie

- Brigada 5 Artilerie

- Regimentul 7 Artilerie
- Regimentul 19 Obuziere

- Batalionul 5 Pionieri

- Divizia 14 Infanterie

- Brigada 27 Infanterie

- Regimentul 69/77 Infanterie
- Regimentul 53/65 Infanterie

- Brigada 28 Infanterie

- Regimentul 55/67 Infanterie
- Regimentul 54/56 Infanterie

- Brigada 14 Artilerie

- Regimentul 24 Artilerie
- Regimentul 29/4 Obuziere

- Batalionul 14 Pionieri

### Armata 2

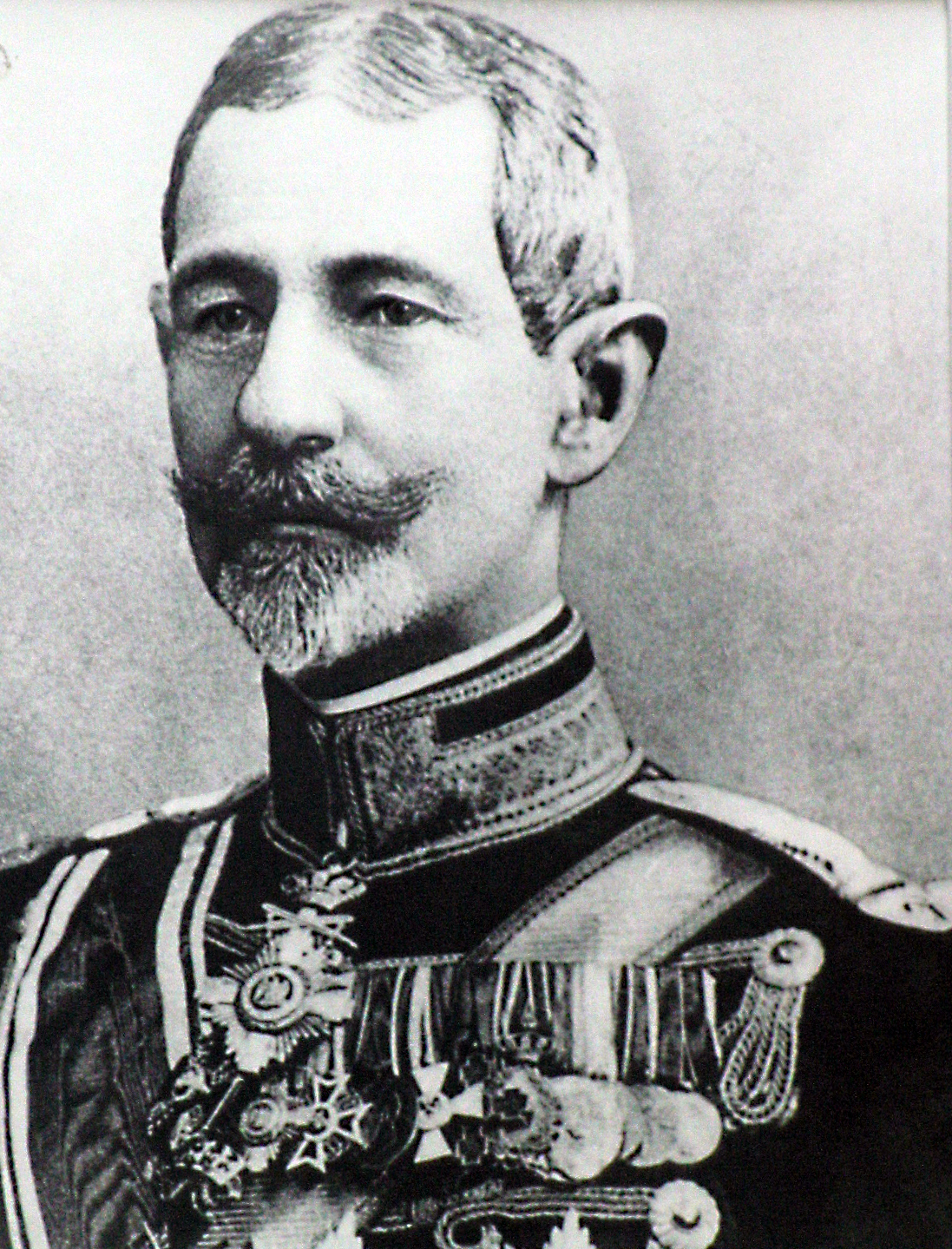
Generalul Alexandru Averescu, comandant Armata 2

În prima parte a anului 1918 - până la demobilizare, Armata 2 a fost organizată pe două corpuri de armată (II și IV) cu un total de 5 divizii. La comanda armatei s-au aflat generalul de corp de armată Alexandru Averescu. Ordinea sa de bătaie era următoarea:

Armata 2
- Cartierul General al Armatei 2
- Corpul II Armată

- Divizia 1 Infanterie

- Brigada 1 Infanterie

- Regimentul 17 Infanterie
- Regimentul 18 Infanterie

- Brigada 2 Infanterie

- Regimentul 1 Infanterie
- Regimentul 31 Infanterie

- Brigada 1 Artilerie

- Regimentul 1 Artilerie
- Regimentul 5 Obuziere

- Compania divizionară de mitraliere
- Divizionul de cavalerie
- Batalionul 1 Pionieri

- Divizia 3 Infanterie

- Brigada 6 Infanterie

- Regimentul 4 Infanterie
- Regimentul 28 Infanterie

- Brigada 5 Infanterie

- Regimentul 22 Infanterie
- Regimentul 30 Infanterie

- Brigada 3 Artilerie

- Regimentul 6 Artilerie
- Regimentul 15 Obuziere

- Compania divizionară de mitraliere
- Divizionul de cavalerie
- Batalionul 3 Pionieri

- Divizia 12 Infanterie

- Brigada 23 Infanterie

- Regimentul 45/60 Infanterie
- Regimentul 46/61 Infanterie

- Brigada 24 Infanterie

- Regimentul 44/68 Infanterie
- Regimentul 62/70 Infanterie

- Brigada 12 Artilerie

- Regimentul 22 Artilerie
- Regimentul 27/2 Obuziere

- Compania divizionară de mitraliere
- Divizionul de cavalerie
- Batalionul 12 Pionieri

- Corpul IV Armată

- Divizia 6 Infanterie

- Brigada 11 Infanterie

- Regimentul 10 Infanterie
- Regimentul 24 Infanterie

- Brigada 12 Infanterie

- Regimentul 11 Infanterie
- Regimentul 12 Infanterie

- Brigada 6 Artilerie

- Regimentul 11 Artilerie
- Regimentul 16 Obuziere

- Compania divizionară de mitraliere
- Divizionul de cavalerie
- Batalionul 6 Pionieri

- Divizia 8 Infanterie

- Brigada 15 Infanterie

- Regimentul 13 Infanterie
- Regimentul 25 Infanterie

- Brigada 16 Infanterie

- Regimentul 29 Infanterie
- Regimentul 37 Infanterie

- Brigada 8 Artilerie

- Regimentul 12 Artilerie
- Regimentul 17 Obuziere

- Compania divizionară de mitraliere
- Divizionul de cavalerie
- Batalionul 8 Pionieri

- Brigada 2 Călărași

- Regimentul 3 Călărași
- Regimentul 4 Călărași

- Batalionul 17 Pionieri
- Grupul 1 Aeronautic⁠(en)[traduceți] - Escadrilele N.1, F.2, F.6

### Corpul I Armată
- Divizia 7 Infanterie

- Brigada 13 Infanterie

- Regimentul 15 Infanterie
- Regimentul 27 Infanterie

- Brigada 14 Infanterie

- Regimentul 14 Infanterie
- Regimentul 16 Infanterie

- Brigada 7 Artilerie

- Regimentul 7 Artilerie
- Regimentul 8 Obuziere

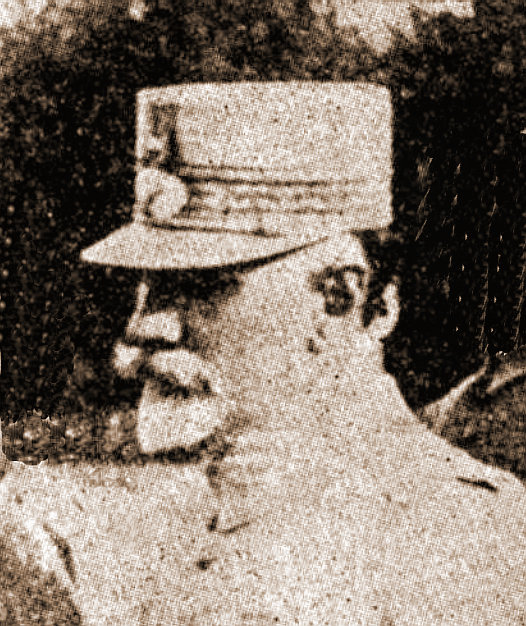
Generalul Nicolae Petala, comandantul Corpului I Armată

- Compania divizionară de mitraliere
- Divizionul de cavalerie
- Batalionul 7 Pionieri

- Divizia 9 Infanterie

- Brigada 17 Infanterie

- Regimentul 34 Infanterie
- Regimentul 40 Infanterie

- Brigada 18 Infanterie

- Regimentul 35 Infanterie
- Regimentul 36 Infanterie

- Brigada 9 Artilerie

- Regimentul 13 Artilerie
- Regimentul 18 Obuziere

- Compania divizionară de mitraliere
- Divizionul de cavalerie
- Batalionul 9 Pionieri

- Divizia 15 Infanterie

- Brigada 29 Infanterie

- Regimentul 63/79 Infanterie
- Regimentul 73/78 Infanterie

- Brigada 30 Infanterie

- Regimentul 74/80 Infanterie
- Regimentul 75/76 Infanterie

- Brigada 15 Artilerie

- Regimentul 25 Artilerie
- Regimentul 30/5 Obuziere

- Compania divizionară de mitraliere
- Divizionul de cavalerie
- Batalionul 15 Pionieri

- Brigada 1 Călărași

- Regimentul 1 Călărași
- Regimentul 2 Călărași

### Corpul VI Armată
- Divizia 11 Infanterie

- Brigada 21 Infanterie

- Regimentul 43/59 Infanterie
- Regimentul 42/66 Infanterie

- Brigada 22 Infanterie

- Regimentul 57/58 Infanterie
- Regimentul 41/71 Infanterie

- Brigada 11 Artilerie

- Regimentul 21 Artilerie
- Regimentul 26/1 Obuziere

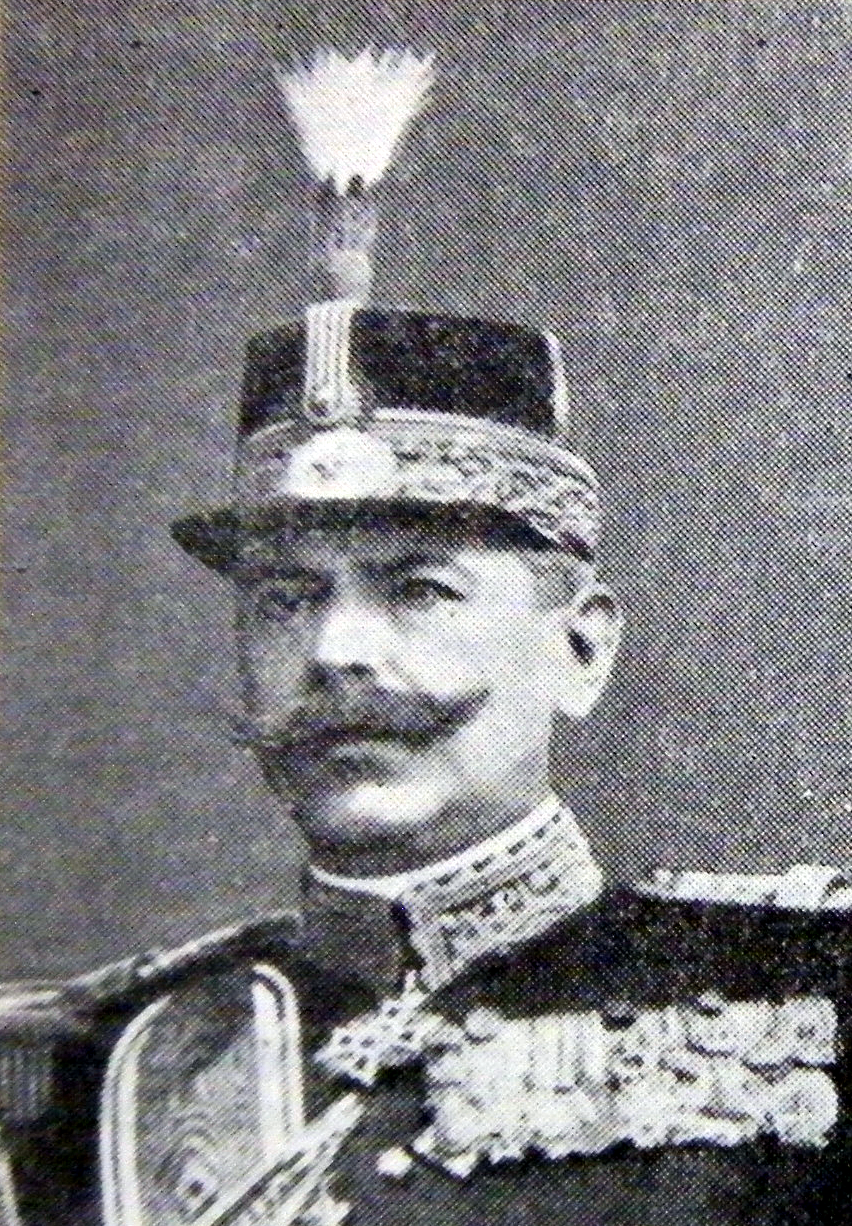
Generalul Ioan Istrate, comandantul Corpului VI Armată

- Compania divizionară de mitraliere
- Divizionul de cavalerie
- Batalionul 11 Pionieri

- Divizia 13 Infanterie

- Brigada 25 Infanterie

- Regimentul 50/64 Infanterie
- Regimentul 51/52 Infanterie

- Brigada 26 Infanterie

- Regimentul 47/72 Infanterie
- Regimentul 48/49 Infanterie

- Brigada 13 Artilerie

- Regimentul 23 Artilerie
- Regimentul 28/3 Obuziere

- Compania divizionară de mitraliere
- Divizionul de cavalerie
- Batalionul 13 Pionieri

- Divizia 1 Cavalerie

- Brigada 2 Roșiori

- Regimentul 4 Roșiori
- Regimentul 9 Roșiori

- Brigada 3 Roșiori

- Regimentul 5 Roșiori
- Regimentul 10 Roșiori

- Divizionul 1 Artilerie Călăreață
- Grupul 1 Automitraliere

- Divizia 2 Cavalerie

- Brigada 4 Roșiori

- Regimentul 6 Roșiori
- Regimentul 11 Roșiori

- Brigada 5 Roșiori

- Regimentul 2 Roșiori
- Regimentul 7 Roșiori

- Divizionul 2 Artilerie Călăreață
- Grupul 2 Automitraliere

- Brigada 5 Călărași

- Regimentul 9 Călărași
- Regimentul 10 Călărași

- Grupul Aeronautic basarabean- Escadrilele N.3bis, F.4

## Rezerva Marelui Cartier General
- Divizia 1 Vânători

- Brigada 1 Vânători

- Regimentul 1 Vânători
- Regimentul 5 Vânători
- Regimentul 9 Vânători

- Brigada 2 Vânători

- Regimentul 2 Vânători
- Regimentul 6 Vânători

- Regimentul 31 Artilerie (6 baterii de 76 mm)
- Regimentul 34 Obuziere (3 baterii de obuziere de 122 mm)

- Divizia 2 Vânători

- Brigada 3 Vânători

- Regimentul 3 Vânători
- Regimentul 7 Vânători
- Regimentul 10 Vânători

- Brigada 4 Vânători

- Regimentul 4 Vânători
- Regimentul 8 Vânători

- Regimentul 32 Artilerie (6 baterii de 76 mm)
- Regimentul 35 Obuziere (3 baterii de obuziere de 122 mm)

- Divizia 16 Infanterie

- Brigada Grăniceri

- Regimentul 1 Grăniceri
- Regimentul 2 Grăniceri

- Brigada Ardeleni

- Regimentul 1 Ardeleni
- Regimentul 2 Ardeleni

- Regimentul 33 Artilerie
- Regimentul 36 Obuziere
- Escadron de cavalerie

- Rezerva de artilerie

- Regimentul 1 Artilerie Grea
- Regimentul 2 Artilerie Grea
- Regimentul 3 Artilerie Grea

- Grupul 2 Aeronautic⁠(en)[traduceți] - Escadrilele N.3, F.5, S.8, N.11